# 盜目魚
盜目魚（学名：Lestidiops distans）為輻鰭魚綱仙女魚目帆蜥魚亞目魣蜥魚科的一種，分布於中東大西洋海域，深度0-200公尺，體長可達20.9公分，棲息在中層水域，生活習性不明。